# Frørup Kirke (Kolding Kommune)
 For alternative betydninger, se Frørup Kirke. (Se også artikler, som begynder med Frørup Kirke)
Frørup Kirke er en kirke, beliggende i landsbyen Frørup i Frørup Sogn, ca. 7 km vest for byen Christiansfeld. Kirken består af kor, skib og et kirketårn. 

## Kirkebygningen
Kirke en er bygget i romansk stil i 12. århundrede, som er bygget i kvadre og marksten.
Kirkens tårn er fra omkring 1450, og er bygget primært af munkesten, men indeholder også genbrugte romanske kvadre og rå kampesten. 

## Inventar
Kirkens ældste inventar er den romanske døbefont, fra ca. samme periode som kirken er blevet bygget i. 
Altertavleen er ca. fra 1752, med malerier fra 1908 og forstiller Jesu dåb. 
Prædikestolen er fra 1856, som er udsmykket med bibelvers.